# مکمل ادبی تایمز
مکمل ادبی تایمز (TLS) یک نقد ادبی هفتگی است که توسط نیوز بریتانیا، یکی از شرکت‌های تابعه نوز کورپوریشندر لندن منتشر می‌شود.

## تاریخچه
مکمل ادبی تایمز اولین بار در سال ۱۹۰۲ به عنوان مکمل تایمز منتشر شد اما در سال ۱۹۱۴ به یک نشریه جداگانه تبدیل گردید. بسیاری از نویسندگان برجسته از جمله تی اس الیوت، هنری جیمز و ویرجینیا وولف در ویرایش آن مشارکت داشته‌اند. نقدها معمولاً تا سال ۱۹۷۴ ناشناس بودند، اما هنگامی که نقدهای امضا شده به تدریج در خلال سردبیری جان گراس معرفی شدند. این موضوع جنجال بزرگی را برانگیخت. گراس گفت: «ناشناس بودن زمانی که یک قانون کلی در نشریات دیگر بود مناسب بود، اما دیگر چنین نیست. علاوه بر این، من شخصاً احساس می‌کنم که نگارندگان باید مسئولیت نظرات خود را بپذیرند.»
مارتین آمیس در اوایل کار خود یکی از اعضای هیئت تحریریه بود. شعر فیلیپ لارکین «اوباد»، آخرین اثر شعری او، اولین بار در شماره هفته کریسمس مکمل ادبی تایمز در سال۱۹۷۲ منتشر شد.
دفاتر تحریریه آن در ساختمان نیوز لندن مستقر هستند. سردبیر این نشریه مارتین ایونز است، وی از ژوئن ۲۰۲۰ جانشین استیگ آبل شد.
مکمل ادبی تایمز شامل مقالات، نقدها و شعرهایی است از جمله دونالد مایکل توماس، جان اشبری، ایتالو کالوینو، پاتریشا های‌اسمیت، میلان کوندرا، فیلیپ لارکین، ماریو بارگاس یوسا، جوزف برودسکی، گور ویدال، اورهان پاموک و جفری هیل، همچنین سیموس هینی است.
بسیاری از نویسندگان این نشریه را ضروری توصیف کرده‌اند. در سال ۲۰۱۰ ماریو بارگاس یوسا رمان‌نویس و برنده جایزه نوبل ادبیات مکمل ادبی تایمز را «جدی‌ترین، معتبرترین، شوخ‌ترین، متنوع‌ترین و محرک‌ترین نشریه فرهنگی در تمام پنج زبانی که من صحبت می‌کنم» توصیف کرده بود.

## ویراستاران
- ۱۹۰۲: جیمز ترسفیلد
- ۱۹۰۲: بروس ریچموند
- ۱۹۳۸: دی ال موری (دیوید لزلی موری)
- ۱۹۴۵: استانلی موریسون
- ۱۹۴۸: آلن پایان پرایس جونز[۱۰]
- ۱۹۵۹: آرتور کروک
- ۱۹۷۴: جان گراس
- ۱۹۸۱: جرمی ترگلون
- ۱۹۹۱: فردیناند مانت
- ۲۰۰۳: پیتر استوتارد
- ۲۰۱۶: استیگ آبل
- ۲۰۲۰: مارتین ایونز